# Триніті (Матриця)

Триніті

Триніті (Трійця) — персонажка франшизи фільмів Матриця, у виконанні акторки Керрі-Енн Мосс. Триніті в звичайному житті (у Матриці) — хакерка, що працює на повстанця Морфеуса. Вона одягається в чорний латекс і досконало володіє бойовими мистецтвами. Їздить на мотоциклі і проводить час у нічних клубах, де грають важку музику (Rob Zombie). У реальному світі Триніті — старша офіцерка корабля Навуходоносор. У другій частині Триніті гине від кулі агента, рятуючи Нео, але той її відроджує. В останній частині Триніті вмирає, подякувавши Нео за всі моменти, проведені з ним. Слово «Триніті» означає Трійця.